# Палпатин
Његово царско величанство Палпатин, император Галактичке Империје (енгл. Palpatine, 82. ПБЈ - 4. НБЈ, дух онеспособљен 11. НБЈ) који се често помиње само као Император, један је од главних ликова и најважнији антагониста у измишљеном универзуму Звезданих ратова.
Палпатин је такође познат као Дарт Сидијус, мрачни господар Сита ненадмашне моћи и лукавства, чији је једини циљ био да преузме комплетну контролу над галаксијом. Да би то остварио, он је оркестрирао галактичке догађаје - изазвао је Ратове клонова и постао канцелар Галактичке Републике, а своју моћ и утицај је користио да промени Републику у диктатуру познату под именом Галактичка Империја, на чијем се челу, као врховни владар, он налазио. Током свог живота, титуле којима је ословљаван су биле:
- Његова милост сенатор Палпатин из сувереног система Набуа, члан Галактичког сената.
- Његова екселенција Палпатин, врховни канцелар Галактичке Републике, вођа Галактичког сената.
- Његово царско величанство Палпатин, император Галактичке Империје, вођа Империјалног сената.
- Дарт Сидијус, мрачни господар Сита.

## Уздизање на власт
Палпатин је своју политичку каријеру започео на родној планети Набу. Касније он постаје сенатор исте у Галактичком Сенату. Истовремено он је био обучен у умеће тамне стране силе од свог ментора,
Дарта Плејгијуса Мудрог, кога ће касније сам убити сходно традицији Сита поставши тиме сам Мрачни господар. У доба своје службе као сенатор у Сенату он је имао свог ученика Дарт Мола кога је користио да оркестрира догађаје и ток рата на планети Набу. За то време он је новонастали немир и несклад у Сенату искористио са сопствен напредак што је кулминирало замењивањем Финиса Валорума на месту Врховног Канцелара Републике, притом искористивши наивност малде краљице Падме. Након што је Оби-Ван Кеноби убио Дарт Мола, Сидијус је узео новог ученика како би наставио своје палнове неприметно са позиције Канцелара, гордог и амбициозног Џедаја Грофа Дукуа, убрзо познатог и као Дарт Тиранус. Уз његову помоћ уговорио је тајно стварање Војске Клонова. Дуку је, представљајући се као преминули Џедај Сајфо-Дијас, отишао на Камино да направи договор и истовремено остављајући клонерима узорак који ће бити коришћен за клонирање, мандалоријанског ловца на уцењене главе, Џанга Фета. Ова војска је откривена Џедајима и Сенату када је Оби-Ван послат да истражи планету Камино тражећи истоименог ловца на уцењене главе. Њену формацију и употребу је дозволио сам Канцелар Палпатин са новим извршним овлашћењима које му је Сенат предао на предлог Џар-Џар Бинкса. Старији Џедај учитељ Јода, преузео је команду над војском како би је довео на Геонозис да помогне превладаним Џедајима. За крајњи циљ Ратова Клонова знали су само Сидијус и његов ученик, Дарт Тиранус. На Геонозису, првој бици Ратова, Дуку се сукобио са Оби-Ван Кенобијем и његовим учеником, Анакином, обојцу поразивши. Тада се појавио Старији учитељ Јода чија се борба са Дукуом завршила нерешено. Сидијус и Дуку су током ратова имали и неколико мрачних поданика, не ученика зато што то није било могуће још од Дарт Бејнове реформе владавине двоје, такође познавалаца Силе, од којих су најпознатији Квинлан Вос и Асаџи Вентрес. Пред крај ратова Дука је убио у борби светлосним мачевима Анакин Скајвокер. Убрзо затим Дукуово место ученика Мрачног господара је заузео сам Анакин, постајући Дарт Вејдер. Дарт Сидијус се непосредно пред Анакиновог преласка на тамну страну сукобио са Мејсом Виндуом који је поред Јоде био једини који му је могао парирати у борби светлосним мачевима један на један. Иако је Винду у победио Сидијуса Анакин је, пре него што је Мејс Винду задао завршни ударац Сидијусу, одсекао руку Џедај учитељу, а потом га је Сидијус спржио својом Грмљавином Силе. Тиме је Сидијус добио новог ученика, уз чију помоћ ће завршити своје планове, истребљење Џедаја и формирање Прве Галактичке Империје.

## Палпатин као Галактички Император
Након проглашења Империје, џедаји који су преживели истребљење током Наредбе 66, Јода и Оби-Ван, морали су да поразе Сите, Сидијуса и Вејдера. Јода се сукобио са Сидијусом у епској борби у Сали Сената. Током борбе Јода је успео да натера Сидијуса у ћошак, али под утицајем одбитка силе Сидијусове Грмљавине који је Џедај Учитељ преусмерио у њега, Јода је пао. 

## Моћи
Палпатин је од свог ментора научио огроман број моћи тамне стране Силе, типичне (Грмљавина Силе), и неке за које је било потребно велико познавање тамне стране (као што је манипулација мидиклорианима). Претпоставља се да су Дарт Плегус и Дарт Сидијус користили ту моћ како би створили Изабраног (по Пророчанству Џедаја) или Сит'арија (по Сит пророчанству). 